# شچودره
شچودره (به لهستانی:  Szczodre) یک منطقهٔ مسکونی در لهستان است که در گمینا دووگوونکا واقع شده‌است.